# Де Филиппис, Мария-Тереза
Мари́я-Тере́за де Фили́ппис (11 ноября 1926, Неаполь, Италия — 8 января 2016) — итальянская автогонщица. Первая гонщица Формулы-1.

## Биография
Родилась в обеспеченной аристократической семье, поэтому рано получила возможность сесть за руль автомобиля. В гонках начала участвовать, чтобы доказать братьям, что может водить машину не хуже мужчин. В возрасте 28 лет стала второй в национальном первенстве Италии по кольцевым автогонкам. В сезоне 1958 года дебютировала в Формуле-1, став пятой на Гран-при Сиракуз, внезачётной гонке. Первой гонкой чемпионата для Марии-Терезы де Филиппис в том же году стал Гран-при Монако. Ей не удалось пройти квалификацию, однако она опередила многих мужчин, в том числе Берни Экклстоуна.
Уже в следующей своей гонке, Гран-при Бельгии, стала десятой. Впоследствии она участвовала в гран-при ещё трижды, однако дважды сошла из-за поломок, а в Гран-при Монако следующего года вновь не прошла квалификацию. де Филиппис покинула автогонки после того, как погиб Жан Бера, в команду которого, Behra-Porsche, она перешла в сезоне 1959 года. После ухода из гонок принимала участие в работе общества поддержки бывших пилотов.

## Результаты выступлений в Формуле-1
| Легенда к таблице |                                                                    |
| --- | ------------------------------------------------------------------ |
| В таблице перечислены результаты всех Гран-при Формулы-1, в которых принимал участие гонщик. Строками таблицы являются сезоны, столбцами — этапы чемпионата мира. В каждой клетке указаны сокращённое название этапа и результат, дополнительно обозначенный цветом. Расшифровка обозначений и цветов представлена в нижеследующей таблице. |                                                                    |
| \| Пример \| Описание \| \| ------------ \| ------------------------------------------------------------------ \| \| 1 \| Победитель \| \| 2 \| Второе место \| \| 3 \| Третье место \| \| 5 \| Финишировал, заработав очки \| \| Сход \| Не финишировал, но при этом заработал очки \| \| 12 \| Финишировал, не получив очков \| \| НКЛ \| Финишировал, но не попал в финальную классификацию \| \| 15 \| Участвовал вне зачёта, либо по отдельной классификации \| \| 18 \| Не финишировал, но попал в финальную классификацию \| \| Сход \| Не финишировал \| \| НКВ \| Не прошёл квалификацию \| \| НПКВ \| Не прошёл предквалификацию \| \| ДСК \| Дисквалифицирован \| \| ИСК \| Исключён из протокола соревнований \| \| ТТ \| Заявлен для участия только в тренировках \| \| НС \| Участвовал в квалификации, но не стартовал в гонке \| \| Т \| Травмирован или болен \| \| ОТК \| Отказ от участия \| \| НТР \| Прибыл на соревнования, но на трассу не выезжал \| \| НПР \| Был заявлен в числе участников, но не прибыл к началу соревнований \| \| О \| Соревнования отменены \| \| \| Не участвовал \| \| Поул-позиция \| \| \| Быстрый круг \| \| |                                                                    |
| Пример | Описание                                                           |
| 1 | Победитель                                                         |
| 2 | Второе место                                                       |
| 3 | Третье место                                                       |
| 5 | Финишировал, заработав очки                                        |
| Сход | Не финишировал, но при этом заработал очки                         |
| 12 | Финишировал, не получив очков                                      |
| НКЛ | Финишировал, но не попал в финальную классификацию                 |
| 15 | Участвовал вне зачёта, либо по отдельной классификации             |
| 18 | Не финишировал, но попал в финальную классификацию                 |
| Сход | Не финишировал                                                     |
| НКВ | Не прошёл квалификацию                                             |
| НПКВ | Не прошёл предквалификацию                                         |
| ДСК | Дисквалифицирован                                                  |
| ИСК | Исключён из протокола соревнований                                 |
| ТТ | Заявлен для участия только в тренировках                           |
| НС | Участвовал в квалификации, но не стартовал в гонке                 |
| Т | Травмирован или болен                                              |
| ОТК | Отказ от участия                                                   |
| НТР | Прибыл на соревнования, но на трассу не выезжал                    |
| НПР | Был заявлен в числе участников, но не прибыл к началу соревнований |
| О | Соревнования отменены                                              |
| | Не участвовал                                                      |
| Поул-позиция |                                                                    |
| Быстрый круг |                                                                    |

| Сезон | Команда                  | Шасси                  | Двигатель           | Ш       | 1       | 2   | 3   | 4      | 5   | 6   | 7   | 8        | 9        | 10  | 11 | Место | Очки |
| ----- | ------------------------ | ---------------------- | ------------------- | ------- | ------- | --- | --- | ------ | --- | --- | --- | -------- | -------- | --- | -- | ----- | ---- |
| 1958  | Мария-Тереза де Филиппис | Maserati 250F          | Maserati Straight-6 | АРГ     | МОН НКВ | НИД | 500 | БЕЛ 10 | ФРА | ВЕЛ | ГЕР |          | ИТА Сход | МАР | -  | 0     |      |
| 1958  | Scuderia Centro Sud      | Maserati 250F          | Maserati Straight-6 |         |         |     |     |        |     |     |     | ПОР Сход |          |     | -  | 0     |      |
| 1959  | Dr Ing F Porsche KG      | Behra-Porsche RSK (F2) | Porsche Flat-4      | МОН НКВ | 500     | НИД | ФРА | ВЕЛ    | ГЕР | ПОР | ИТА | США      |          |     | -  | 0     |      |